# 阿巴厄
38°34′49″N 22°54′54″E / 38.58028°N 22.91500°E
阿巴厄（Abai），古希腊福基斯东北角一古镇，古时以该地阿波罗的神谕闻名，吕底亚国王克罗伊斯曾到此。公元前480年为波斯人所破坏，但信徒未断。该神殿在公元前355年至公元前346年神圣战争中再次受到破坏，部分建筑为罗马帝国哈德良所重建。现存残迹。

## 脚注
1. ↑  Avery 1962，第1頁
2. ↑  Schmitz 2013，第1頁
3. ↑  Herodotus 1920，第53頁
4. ↑  Hesychius & Schmidt 1867，第2頁